# Daniel Skaaning
Daniel Skaaning (ur. 22 czerwca 1993) – duński pływak, specjalizujący się w stylu dowolnym, grzbietowym i zmiennym.
Wicemistrz Europy juniorów z Belgradu (2011) na 200 m stylem dowolnym i brązowy medalista z Helsinek (2010).
Wystartował na igrzyskach olimpijskich w Londynie w sztafecie 4 × 200 m stylem dowolnym, gdzie wspólnie z kolegami z reprezentacji zajął 13. miejsce.